# Krantiveer
Krantiveer – indyjski, bollywoodzki dramat z 1994 roku z Nana Patekarem w roli głównej. Reżyseria – Mehul Kumar, autor Kohram, Jagoo. W pozostałych rolach Dimple Kapadia, Atul Agnihotri, Mamta Kulkarni, Danny Denzongpa i Paresh Rawal. Film zyskał wysokie uznanie krytyków i cieszył się popularnością widzów indyjskich. Nana Patekar za rolę Prapa otrzymał wiele nagród. Tematem filmu jest przemiana zdemoralizowanego obiboka (Nana Patekar) w walczącego o sprawiedliwość społeczną bohatera. Film, którego akcja rozgrywa się przeważnie w slumsach pokazuje nadużycia powiązanych z gangsterami polityków i celowe wzniecanie zamieszek hindusko-muzułmańskich. W dramacie przedstawiono sytuację, gdy brak ochrony prawnej egzekwowanej przez policję przyczynia się do odpowiedzi na przemoc przemocą. Przemianę bohatera wyzwala ogrom nieszczęść z powodu zamieszek religijnych, ale i rodząca się w nim miłość do pełnej buntu dziennikarki (Dimple Kapadia).

## Fabuła
Pratap Brishmanaragan (Nana Patekar) to syn człowieka, który zginął w bohaterskiej walce z Brytyjczykami o niezależność Indii. Jego dziadek i matka spodziewają się, że w przyszłości stanie on się dumą rodziny, dziedzicem duchowego testamentu ojca. Tym większe jest ich rozczarowanie, gdy okazuje się, że chłopiec przestał chodzić do szkoły, kłamie i gra hazardowo w karty demoralizując rówieśników. Wstrząśnięty tym dziadek umiera na atak serca, więc rozżalona matka wygania Pratapa z domu. Uciekłszy w głąb kraju Pratap wykorzystując swoje umiejętności manipulowania ludźmi znajduje swoje miejsce w domu właściciela slumsów Laxmida (Paresh Rawal). Z czasem ten zaczyna go traktować jak syna wykorzystując do zbierania od ludzi w slumsach opłat za dach nad głową. Pratap obija się całymi dniami, popijając i szydząc z ludzi. Przedmiotem jego kpin staje się też piórem walcząca z niesprawiedliwością społeczną dziennikarka, Megha Dixit (Dimple Kapadia). Pratap cynicznie wyśmiewa jej zapał, ale gdy dążąc do likwidacji slumsów politycy wzniecają tam zamieszki między hindusami a muzułmanami, Pratap przestaje się śmiać. Slumsy spalone, płoną stosy pogrzebowe zabitych. Pratap decyduje się przeciwstawić przemocy.

## Motywy kina indyjskiego
- modlitwa w świątyni hinduskiej (Wstań i walcz) * domowa kapliczka * „zepsuty chłopiec” (Munna, Athadu) * relacja dziadka i wnuka * relacja matki i syna * uratowanie życia * relacja braci * adoptowany syn * w slumsach (Dayavan) * dziennikarka (Salaam-e-Ishq: A Tribute To Love, Page 3) * gangsterzy * politycy powiązani z gangsterami (Thakshak, Apaharan) * buldożery niszczą slumsy * pobicie * szpital * hipnoza * hazard * Shimla * zakochani * ćarpai (Lajja, Iqbal, Veer-Zaara) * chłopiec (Akele Hum Akele Tum) * wdowa bójka aranżowane małżeństwo * wiec wyborczy * zamieszki hind muzułmańskie * pożar w slumsach * podpalanie ludzi * brak reakcji policji (Parzania, Dev) * śmierć chłopca * pogrzeby, płonące stosy * wspomnienia * bójka * gwałt * zamordowanie rodziców (Chandni Bar) * połamane bransoletki (The Namesake) * niesprawiedliwość w sądzie (Halla Bol) * zaduszenie * upozorowane samobójstwo * pogrzeb i podpalenie stosu przez syna (Czasem słońce, czasem deszcz) * święto religijne Navatri * taniec z pałeczkami * modlitwa do bogini (Karan Arjun) * mord na politykach * sąd (Ghulam, Army) wiadomości TV (Mission Istanbul) * więzienie (3 Deewarein, Lesa Lesa, Yuva, Elaan) * relacja matki i syna * widzenie w więzieniu * mangalsutra (Lesa Lesa) * wieszanie (Ram Jaane, Rebeliant, 1942: A Love Story) * jedność Indii

## Obsada
- Nana Patekar – Pratap
- Dimple Kapadia -. Megha Dixit
- Atul Agnihotri – Atul, młodszy brat Prapa
- Mamta Kulkarni – Mamta
- Danny Denzongpa – Chatur Singh Chitah
- Paresh Rawal – Slum Landlord, ojciec Atula i Prapa
- Farida Jalal – p. Tilak, matka Prapa

## Nagrody

### National Film Awards
- National Film Award for Best Actor – Nana Patekar

### Nagrody Filmfare
- Nagroda Filmfare dla Najlepszego Aktora – Nana Patekar
- Nagroda Filmfare dla Najlepszej Aktorki Drugoplanowej – Dimple Kapadia
- Nagroda Filmfare za Najlepszy Scenariusz – K K Singh
- Nagroda Filmfare za Najlepsze Dialogi – K K Singh

### Star Screen Awards
- Nagroda Star Screen dla Najlepszego Aktora – Nana Patekar
- Nagroda Star Screen za Najlepsze Dialogi – K K Singh
- Nagroda Star Screen za Najlepszy Scenariusz – K K Singh

## Muzyka i piosenki
Muzykę do filmu skomponował braterski duet Anand-Milind, autorzy muzyki do takich filmów jak Qayamat Se Qayamat Tak (Nagroda Filmfare za Najlepszą Muzykę), Dil, Beta, Hero No. 1, „Bestia”, Baaghi, Inteqam: The Perfect Game, Sangeet i Anjaam. Teksty – Sameer.
| Song              | Singer(s)                                            |
| ----------------- | ---------------------------------------------------- |
| Chunri Udi Sajan  | Kumar Sanu, Poornima                                 |
| Jab Se Hum Tere   | Kumar Sanu, Alka Yagnik                              |
| Jai Ambe Jagdambe | Praful Roy, Sapna Awasthi, Sudesh Bhosle             |
| Jhankaro Jhankaro | Udit Narayan, Sapna Awasthi                          |
| Love Rap          | Sapna Mukherjee, Sudesh Bhosle, Amit Kumar, Poornima |
| Phool Kali Chand  | Udit Narayan, Sadhana Sargam                         |